# Баблер
Ба́блер (Pellorneum) — рід горобцеподібних птахів родини Pellorneidae. Представники цього роду мешкають в Південній і Південно-Східній Азії.

## Види
Виділяють п'ятнадцять видів:
- Баблер білочеревий (Pellorneum albiventre)
- Баблер болотяний (Pellorneum palustre)
- Баблер рудоголовий (Pellorneum ruficeps)
- Баблер буроголовий (Pellorneum fuscocapillus)
- Баблер вохристий (Pellorneum tickelli)
- Баблер суматранський (Pellorneum buettikoferi)
- Баблер темноголовий (Pellorneum pyrrogenys)
- Баблер білобровий (Pellorneum capistratum)
- Pellorneum nigrocapitatum[6]
- Pellorneum capistratoides[6]
- Тордина сірощока (Pellorneum malaccense)
- Тордина сіроголова (Pellorneum cinereiceps)
- Джунгляк мангровий (Pellorneum rostratum)
- Джунгляк білогорлий (Pellorneum celebense)
- Джунгляк рудий (Pellorneum bicolor)

## Етимологія
Наукова назва роду Pellorneum походить від сполучення слів дав.-гр. πελλος — темний, попелястий і ορνεον — птах.